# Bonzie
Nina Ferraro (Racine, 3 de abril de 1995), conocida por su nombre artístico BONZIE, es una cantante y compositora estadounidense.

## Primeros años
Nina Ferraro nació el 3 de abril de 1995 en Racine, Wisconsin, Estados Unidos. Proveniente de una familia sin trasfondo musical, Ferraro empezó a componer sus propias canciones a la edad de 10 años, después de haberse enseñado ella misma a tocar la guitarra. Escribía sus canciones en secreto ya que sus familiares no la apoyaban.
Ferraro fue a la secundaria en Chicago, Illinois, donde pudo comenzar a presentarse con su banda en varias salas en vivo. Finalmente adoptó el seudónimo "BONZIE" el cual ha utilizado para lanzar su música desde entonces. Después de haberse graduado de la secundaria, empezó a estudiar literatura y poesía en la Universidad DePaul y en la Lake Forest College. Es fluida en el japonés y también ha lanzado música en ese idioma.

## Carrera

### Primeros pasos
En 2010, a la edad de 15 años, Nina Ferraro lanzó su primer álbum EP, titulado The Promise, y poco después comenzó a utilizar su nombre artístico, BONZIE. En una entrevista para el Chicago Tribune, explicó esta decisión diciendo, "BONZIE se siente mucho mejor, no solo porque es un seudónimo, si no porque no se suscribe a un lenguaje. No hay una definición convencional para BONZIE, es más bien un significado en el cual me puedo transformar."
BONZIE escribió u coprodujo su primer álbum de estudio, Rift into The Secret Of Things, el cual fue lanzado el 13 de agosto de 2013, a sus 17 años. Antes había lanzado el sencillo "Data Blockers", a través de la plataforma Spin.com. Más adelante lanzó su segundo sencillo titulado "Felix", el cual cuenta con la participación de The Milk Carton Kids, Joey Ryan y Kenneth Pattengale. El título del álbum estuvo inspirado en un pasaje de la obra Walden de Henry David Thoreau.
En 2016, BONZIE un lanzó sencillo doble titulado "As The Surface Rose", a través de la plataforma SoundCloud. La revista Under The Radar dijo al respecto que "conjura un vacío emotivo donde la voz y el piano de BONZIE flotan y acechan". The New York Times presentó el video musical de "As The Surface Rose" poco después de su lanzamiento, donde el periodista y crítico de música Jon Pareles escribió, "Esta canción es un interludio ambicioso, una muestra de compromiso..." "As The Surface Rose" cuenta con una segunda canción instrumental en su lado-B titulada, "Half-Full".
Luego de esto, BONZIE, lanzó otro sencillo doble en el mismo año, titulado "How Do You Find Yourself, Love?", un vinilo de 7 pulgadas presentado en BrooklynVegan. Las pistas de "How Do You Find Yourself, Love?" fueron grabadas por Steve Albini, además incluye una canción instrumental en su lado-B titulada "Back To An Insurmountable Wall", la cual fue producida y cantada por BONZIE, y grabada por John McEntire, miembro de la banda Tortoise.

### Zone on NineyReincarnation
BONZIE lanzó su segundo álbum de estudio, Zone on Nine, en mayo de 2017. El álbum fue totalmente compuesto y producido por la misma Ferraro, y coproducido junto a Jonathan Wilson(Father John Misty, Conor Oberst) y Ali Chant (Perfume Genius, Youth Lagoon).
El álbum fue lanzado con buena crítica, concretamente dos artículos en la portada del Chicago Tribune. escritos por el crítico musical Greg Kot, el cual llamó a Zone on Nine "impresionante". Kot también escribió que "BONZIE ha demostrado un rechazo continuo a ser encasillada en un género y a descripciones simplistas acerca del tipo de música que realiza". Otra reseña hacia Zone on Nine incluye a la revista VICE la cual dijo que, "tiene una espléndida paleta de sonidos que es difícil de identificar pero es instantáneamente seductora".
En septiembre de 2020, BONZIE lanzó un sencillo y un video musical para una canción titulada "Alone". Fue compuesta por BONZIE y coproducida por DJ Camper. El programa de radio All Songs Considered de la cadena NPR presentó la pista, escribiendo, "brillantemente talentosa. Las atmósferas de esta canción son impresionantes". En el pódcast de All Songs Considered, Bob Boilen de NPR también anunció un próximo álbum de estudio. El video musical de "Alone" fue animado por el artista japonés Miyo Sato.The New York Times la nombró como una de las mejores canciones del 2020.
El tercer álbum de estudio titulado Reincarnation, fue lanzado en marzo de 2021. En un artículo largo para The New York Times, Jon Pareles escribió, "Sería la continuación de una carrera completamente independiente la cual consistentemente ha cosechada canciones ricas en melodía y misteriosas"

### 2023-presente
En diciembre de 2023, BONZIE lanzó su primer sencillo desde 2021 llamado, "Spiritual, Violence". El nuevo sencillo le siguió otro titulado "Citrus", el cual fue lanzado el 24 de enero de 2024. En marzo de 2024, BONZIE lanzó un EP titulado Live at EastWest, el cual consistió de dos grabaciones en vivo de su sencillo más reciente "Spiritual, Violence" y su sencillo de 2020, "Alone". Con el lanzamiento de Live at EastWest, BONZIE adelantó que su cuarto álbum de estudio será lanzado en 2024.
When I Found The Trap Door
En octubre de 2024, BONZIE lanzó su primer LP producido por ella misma, titulado When I Found The Trap Door.La canción "The Point Of No Return" de When I Found The Trap Door fue presentada por The New York Times en su serie The Playlist el día de lanzamiento del álbum.

## Discografía

### Álbumes
- Rift into The Secret Of Things, 2013
- Zone on Nine, 2017
- Reincarnation, 2021
- When I Found The Trap Door, 2024

### EP (Extended play)
- The Promise, 2010
- Live at EastWest, 2024

### Sencillos
- Let It Go, 2009
- Data Blockers, 2013
- Felix, 2013
- As The Surface Rose, 2016
- How Do You Find Yourself, Love?, 2016
- Fading Out, 2017
- Combback, 2017
- alone, 2020
- Lethal, 2020
- Spiritual Violence, 2023

- Citrus, 2024

- The Point Of No Return, 2024
- Do You Know Who I Am, 2024